# Osvračín (hrad)
Osvračín je zřícenina hradu na východním okraji stejnojmenné vesnice v okrese Domažlice. Stál na vrcholu ostrožny zvané Na Zámku nad pravým břehem Dravého potoka v nadmořské výšce asi 400 metrů. Od roku 1972 je chráněn jako kulturní památka.

## Historie
Panské sídlo stálo v Osvračíně již na konci 13. století, protože v roce 1289 je připomínán jeho majitel Zdislav z Osvračína. Podle archeologických nálezů však hrad vznikl později a byl obydlen jen krátkou dobu na počátku 15. století, kdy se v jeho držení vystřídala řada méně významných šlechticů. Když Půta Švihovský z Rýzmberka kupoval v roce 1474 osvračínské panství, byl hrad označen jako pustý. Zanikl v důsledku požáru a poškozené zdivo bylo úmyslně strženo pravděpodobně v letech 1422 nebo 1431, kdy husité obléhali nedaleký Horšovský Týn.

## Stavební podoba

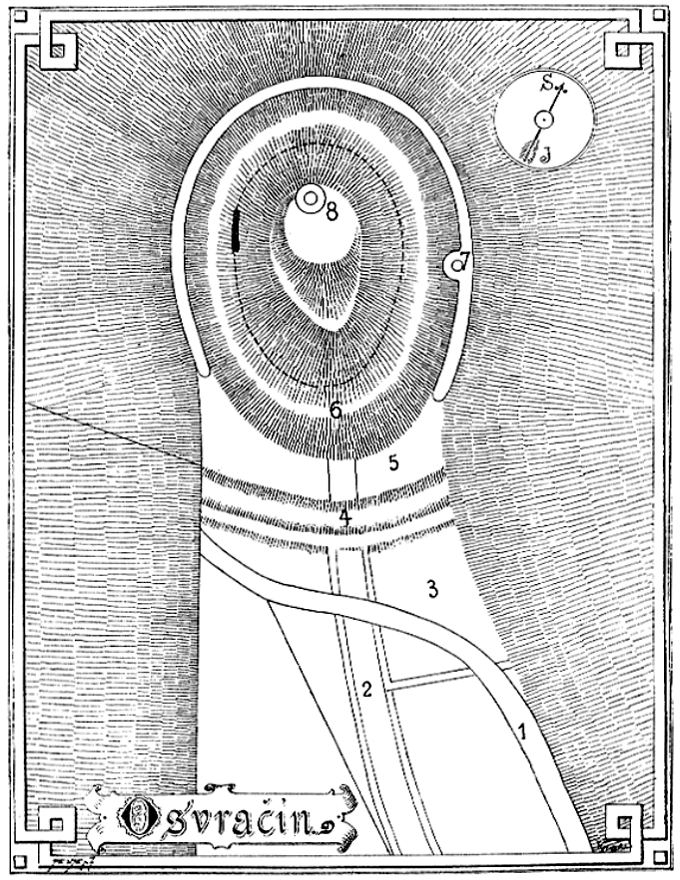
Půdorys hradu od Vojtěcha Krále z Dobré Vody publikovaný roku 1893

Do hradu se vstupovalo od východu. Za šíjovým příkopem bylo úzké předhradí, z jehož obou zadních nároží vybíhal val okolo okružního příkopu hradního jádra. Hradní jádro je tvořeno pahorkem s vrcholovou plošinou beze stop zástavby. Popisy z 19. století uvádějí věž, malou budovu a sklep. Archeologický výzkum provedený v letech 1997–1998 však ukázal, že jde o tzv. zavřený hrad, jehož budovy jsou zakryty zříceným zdivem. Uvnitř pahorku se nachází čtverhranný dvouprostorový palác dochovaný do výšky prvního patra. Okolo jádra vedl parkán, z jehož hradby zůstal fragment jihovýchodního nároží.

## Přístup
Ostrožna se zbytky hradu je volně přístupná z cesty, která vede okolo fotbalového hřiště.